# Secret Army
Secret Army – brytyjski serial telewizyjny o tematyce II wojny światowej, wyprodukowany przez telewizję BBC, nadawany w Wielkiej Brytanii w latach 1977–1979. Premiera miała miejsce 7 września 1977, a ostatni raz serial wyemitowano 15 grudnia 1979. Jego twórcą jest Gerard Glaister. Powstały 43 odcinki.